# Kreuz für treue Dienste

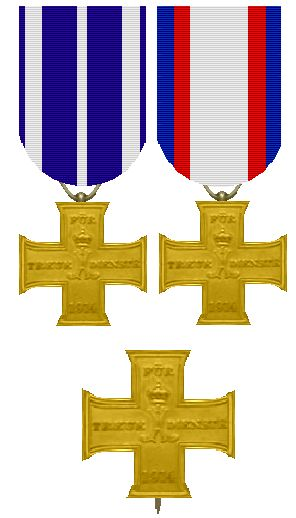
Kreuz für treue Dienste

Das Kreuz für treue Dienste wurde am 18. November 1914 durch Fürst Adolf II. von Schaumburg-Lippe gestiftet. Es konnte an alle Militärangehörigen verliehen werden, die sich Verdienste im Krieg erworben hatten.

## Ordensklassen
Die Auszeichnung wurde gemäß Statuten in nur einer Klasse am Band gestiftet. Mitglieder von Herrscherfamilien, die die Verleihungskriterien erfüllten, erhielten die Auszeichnung jedoch als Steckkreuz.

## Aussehen
Das Ordenszeichen ist bronzenes Kreuz, auf dessen Vorderseite in den Kreuzarmen FÜR TREUE DIENSTE 1914 steht. In der Mitte des Kreuzes ist die Initiale des Stifters, ein A, das von einer Krone überragt wird, zu sehen. Die Rückseite des Kreuzes ist glatt.

## Trageweise
Verliehen werden konnte der Orden für Kämpfer und Nichtkämpfer. Dabei war das Ordensband für Kämpfer blau mit drei weißen Streifen und für Nichtkämpfer weiß.

## Ordensträger
- Wilhelm von Apell
- Curt Badinski
- Ludwig Beck
- Werner von Blomberg
- Maximilian von Herff
- Joachim von Kortzfleisch
- Erich von Manstein
- Georg Alexander von Müller
- Manfred von Richthofen
- Johannes Severin
- Fritz Schlieper